# Cantone di Rillieux-la-Pape
Il Cantone di Rillieux-la-Pape era una divisione amministrativa dell'arrondissement di Lione.
È stato soppresso a seguito della riforma complessiva dei cantoni del 2014, che è entrata in vigore con le elezioni dipartimentali del 2015.
Comprendeva i comuni di:
- Rillieux-la-Pape
- Sathonay-Camp
- Sathonay-Village